# Garganta de la Eliza
La garganta de la Eliza es un curso de agua del interior de la península ibérica, afluente del río Tiétar y perteneciente a la cuenca hidrográfica del Tajo. Discurre por la provincia española de Ávila.

## Toponimia
El curso de agua es conocido con los nombres de «garganta de la Eliza» y «garganta de Lanzahíta».

## Curso
La garganta, cuyo origen se ubica en un sitio llamado el Lagarejo, termina desembocando en el río Tiétar, tras atravesar los términos municipales de Pedro Bernardo y Lanzahíta, en el sur de la provincia de Ávila. Aparece descrita en el décimo volumen del Diccionario geográfico-estadístico-histórico de España y sus posesiones de Ultramar de Pascual Madoz, en la entrada correspondiente a Lanzahita, de la siguiente manera:

una garganta llamada de la Eliza, atraviesa el térm. cuyas aguas se utilizan para el riego de las huertas y árboles frutales; tiene su nacimiento en un sitio llamado el Lagarejo y desemboca en el Tietar, sin variar de nombre.
(Madoz, 1847, p. 68)

En agosto de 1990 una crecida del río provocó varios destrozos en Pedro Bernardo.